# Tierra Santa
Tierra Santa — испанская хеви-метал-группа из Риохи, основанная в 1991 году под названием Privacy и сменившая данное наименование на существующее к 1997 году. Несмотря на то, что лирика коллектива в основном написана на испанском языке, группе удалось завоевать признание и за пределами своей родной страны.

## История
История музыкального коллектива Tierra Santa корнями уходит в 1991 год, когда была образована группа Privacy. Записав несколько демо-лент и сменив ряд музыкантов, к 1997 году состав команды стабилизируется в следующем виде: Анхель Сан Хуан (также известен под псевдонимом Ангел) — вокал, гитара, Артуро Моррас — гитара, Роберто Гонсало — бас, Томи — клавишные и Иньяки — ударные. В это же время название группы изменяется на Tierra Santa. В 1997 году команда собственными усилиями записывает и издаёт дебютный альбом Medieval, который был выдержан в классической хэви-метал стилистике. Релиз принёс команде известность на национальной сцене и с апреля 1998 года группа отправляется в турне по Испании вместе с Avalanch, а осенью выступает вместе с Dio. В дальнейшем участники начинают готовить новый материал, попутно вскоре заключив контракт с лейблом Locomotive Music. На этом лейбле в апреле 1999 года выходит второй полноформатный альбом Legendario, смешавший в своей стилистике традиционный хэви-метал и пауэр-метал в духе Iron Maiden с наличием испаноязычной лирики. Партии клавишных на альбоме исполнил новый музыкант Оскар, сменивший ушедшего Томи.
Также в 1999 году команда записывает композицию Flight of the Icarus для трибьют-сборника Transilvania 666 группе Iron Maiden. Осенью этого же года, в связи со всё возрастающей популярностью Tierra Santa, лейбл Locomotive Records переиздаёт их дебютный ремастированный альбом в формате диджипака. Релизы коллектива успешно продаются на родине в Испании, а также в Германии, Японии и Италии. В 2000 году происходят очередные смены клавишника: вместо ушедшего Оскара клавишами теперь заведует Пако. Немногим позже выходит третий альбом Tierras de Leyenda, расцениваемый многими критиками как один из лучших в творческой деятельности коллектива. Год спустя выходит Sangre de Reyes, также заслуживший весьма благосклонные отклики прессы. Вскоре Tierra Santa покидает клавишник Пако и группе приходится записывать альбом Indomable уже без клавишных.

## Состав

### Нынешние участники
- Анхель Сан Хуан (Ángel) — вокал, гитара
- Эдуардо Самора — гитара
- Роберто Гонсало — бас
- Давид Каррика — перкуссия
- Хуанан Сан Мартин — клавишные

### Бывшие участники
- Томи — клавишные
- Дани — клавишные
- Пако — клавишные
- Микель Отаменди — клавишные
- Артуро Моррас — гитара
- Иньяки — ударные

## Альбомы

### Студийные альбомы
- Medieval (1997)
- Legendario (1999, посвящён Eric Crescioni)
- Tierras de Leyenda (2000)
- Sangre de Reyes (2001)
- Indomable (2003)
- Apocalipsis (2004)
- Mejor Morir En Pie (2006)
- Caminos de Fuego (2010)
- Mi nombre será leyenda (2013)
- Quinto Elemento (2017)

### Концертные записи
- Las Mil y Una Noches (2003)
- Gillman Fest 2018 (En Directo) (2018)

### DVD-релизы
- Cuando la Tierra toca el Cielo (2001)
- Las Mil y Una Noches (2003)

### Сборники
- Grandes éxitos 1997-2007 (2007)
- Medieval & Legendario (2012)
- Esencia (2014)

### Демозаписи
- Privacy[2] (1993)